# 金厦街道
金厦街道，是中华人民共和国广东省汕头市金平区下辖的一个乡镇级行政单位。

## 行政区划
金厦街道下辖以下地区：
龙北社区、玉蓉社区、海棠园社区、玫瑰园社区、百合园社区、月季园社区、石榴园社区、水仙园社区、东福社区、杏园社区、牡丹园社区和杏园东社区。